# TKUの日
TKUの日（ティーケーユーのひ）は、TKUテレビ熊本で1989年（平成元年）から毎年開かれている開局記念イベント。開催当日は生放送の長時間特番も組まれる。

## 概要
TKUが開局20周年を迎えた平成元年4月1日と翌4月2日に、社屋と駐車場を視聴者に開放したイベントを開催する。それに併せて、両日で3部構成・16時間半余りの生放送を敢行した。以来、毎年3月最終週の土日に開催されており、現在に至るまで20回以上続いている。
開催される時期には会場のソメイヨシノが満開となる。そのため、ステージのある駐車場へ抜ける通路は、お花見横丁と呼ばれており、露店が多数立ち並ぶ。
全国区のタレントが日替わりで3～4組ゲストとして訪れる事もあり、2日間で3万人以上の来場者で賑わう。
2004年からタイトルロゴが変更された。「(例)THANK YOU 2DAYS TKUの日＠2010」と、略称のTKUを織り込んだサブタイトルと共に、＠以降にはその年の年号が入るようになった。（ちなみに2005年は、「～＠200Go!!」となった）
会場のTKU社屋が熊本市中心部から北に5km近く離れているため、当日は熊本交通センター発着の臨時バスが多数運行されていた（TKU社屋に近い熊本県道303号四方寄熊本線沿いには植木を経由して山鹿・玉名方面へ向かう産交バスのバス停もある）。
2012年1月からTKUのキャッチコピーが「水の国くまもと 応援プロジェクト進行中。TKU」になった。これに合わせて、2012年以降は、水の国くまもと 応援プロジェクトの一環として、会場を熊本市動植物園に移し、熊本市が江津湖一帯で5月から6月初頭にかけて実施するイベント「わくわく江津湖フェスタ」のイベントの一つとして、5月の第2土曜と日曜の2日間、「TKUの日inわくわく江津湖フェスタ」が行われている。なおキッズサッカーなどのスポーツイベントについては、近隣にある庄口公園で開かれている。
2013年からは「TKUの日にかたらんねinわくわく江津湖フェスタ」と同年4月から放送を開始した平日朝の生情報番組「英太郎のかたらんね」の番組名を冠した名称に変更されている。
2025年は第四十八回火の国まつりとのコラボで花畑広場で開催予定

### 2011年の対応
2011年も開催が決まりCMも打たれていた中、東北地方太平洋沖地震が発生。日程・ゲストは変えず、チャリティーイベント「がんばろう!日本～ 今、私たちにできること 熊本の想いを被災地へ～」に変更。義援金と共に、手袋を募る事となった。

### 2020年の対応
2020年は新型コロナウイルスの感染拡大の影響でイベント自体が中止され、代替イベントとして「熊本復興支援 未来へエール」と題されたイベントが10月31日、11月1日の2日に分けて熊本城ホールをメイン会場にして行われた。

## 主なイベント
- お台場合衆国 inTKUの日（フジテレビ人気番組体験ブース）
- ゲストによるステージライブ
- 踊る！上腕二等筋（懸垂・腹筋・腕立て伏せの回数を競う大会）
- キッズサッカー（幼稚園・保育園児によるサッカー大会）
- ドッジボール選手権

## 出演者
- TKUの自社制作番組に出演しているローカルタレントやTKUのアナウンサーがメインMCやリポーターとして出演している。またTKUのアナウンサーがドッジボール選手権やキッズサッカーなどのスポーツイベントの実況を務めている。

### 過去の出演者
- かなぶんや※2005年までメインMC

## エピソード
- 雨に祟られることが多い。そのためドッジボール選手権の会場が近くの小学校の体育館に移されることが多々あった。
- 過去には、ミニ四駆大会や特設ポケモンセンターの設置など、当時の社会現象にもなった小学生向けのコーナーもあった。
- 2010年のゲストmisonoがスザンヌと共にステージでトークライブ中、観客席に母を発見。会場入りを知らされていなかったmisonoは驚きを隠せない様子だった。